# Melanippo (figlio di Ares)
Melanippo (in greco antico Μελάνιππος) era un personaggio della mitologia greca, era un figlio di Ares e di Triteia.

## Mitologia
I suoi genitori erano il dio della guerra Ares e Triteia, una sacerdotessa di Atena figlia del dio marino Tritone. 
Divenuto adulto, Melanippo giunse in Acaia e qui fondò una città, a cui volle attribuire il nome della madre (secondo un'altra versione la città di Triteia sarebbe stata fondata invece da un abitante di Cuma, chiamato Celbidante). 